# Tigon
Tigon (lat. Panthera tigreo) je križanac samotnjaka tigra i lavice. Može težiti više od 150 kg i sličniji je tigru. Parenje dviju vrsta se događa samo u zoološkom vrtu, jer su tigrovi i lavovi naseljeni na različitim kontinentima i prirodni su neprijatelji. Tigon se od ligra razlikuje po tome što je ligar križanac lava i tigrice.